# إينيس سيلفا
إينيس سيلفا (بالإسبانية: Inés Silva) هي نحّاتة فنزويلية، ولدت في 1970 في كاراكاس في فنزويلا.